# Randy Piper
William Randall Piper (San Antonio; 13 de abril de 1953), más conocido como Randy Piper, es un guitarrista estadounidense, destacado miembro fundador de la banda de heavy metal W.A.S.P. Creó además la banda Animal, quien en sus comienzos contaba con Chris Holmes y Tony Richards como miembros activos (ambos formaron parte también de W.A.S.P.). Su álbum debut fue 900 Lb. Steam. Después lanzaron los discos Violent New Breed y Virus, cambiando la alineación.
Randy abandonó W.A.S.P. para unirse a Alice Cooper. Sin embargo, su trabajo con Alice duró solo algunos meses.

## Biografía

### Historia e infancia
Nacido en San Antonio, Texas, Piper creció escuchando discos de Elvis Presley y viendo todas las películas en las que estaba Presley. Inspirada por su héroe, Piper comenzó a tocar la guitarra acústica a los 10 años. Mientras aún estaba en la escuela secundaria, Piper abrió una tienda de discos en Long Beach, California, llamada "Puente de Wheatstone". En 1978, Piper abrió un espacio de ensayo y grabación llamado Magnum Opus Studios en Buena Park, California.

## Carrera

### Inicio y creación de Circus Circus
En 1978, Piper conoció a otro músico local llamado Blackie Lawless en el club nocturno Starwood, en West Hollywood. Ambos se hicieron amigos y comenzaron a grabar demos en el estudio de grabación de Piper. Se agregaron Joey Palemo en bajo y Jimi Image en batería, y se formó la banda Sister. Lawless más tarde cambió el nombre de la banda a Circus Circus, supuestamente después de asistir a varias actuaciones de Ringling Brothers and Barnum & Bailey Circus.

### Creación de W.A.S.P.
Circus Circus se convirtió en W.A.S.P. en 1982. Los espectáculos en vivo de la banda incorporaron letreros encendidos, soportes de micrófono hechos de enormes cadenas y chicas bailando en jaulas. Uno de los escenarios más infames presentaba la ilusión de ratas vivas que se alimentaban directamente en una picadora de carne, mientras que la banda arrojaba hamburguesas crudas e hígados de pollo al público. Los grupos de derechos de los animales lo repudiaron rápidamente.
A finales de 1985, tras el lanzamiento del segundo álbum de W.A.S.P., Piper decidió dejar la banda. Más tarde formó la agrupación Animal.

## Discografía

### ConW.A.S.P.
- W.A.S.P. ( 17 de agosto de 1984)
- The Last Command (9 de noviembre de 1985)

### ConAnimal
- 900 Lb. Steam (1987)
- Violent New Breed (1998)
- Virus (2008)